# UE Lleida

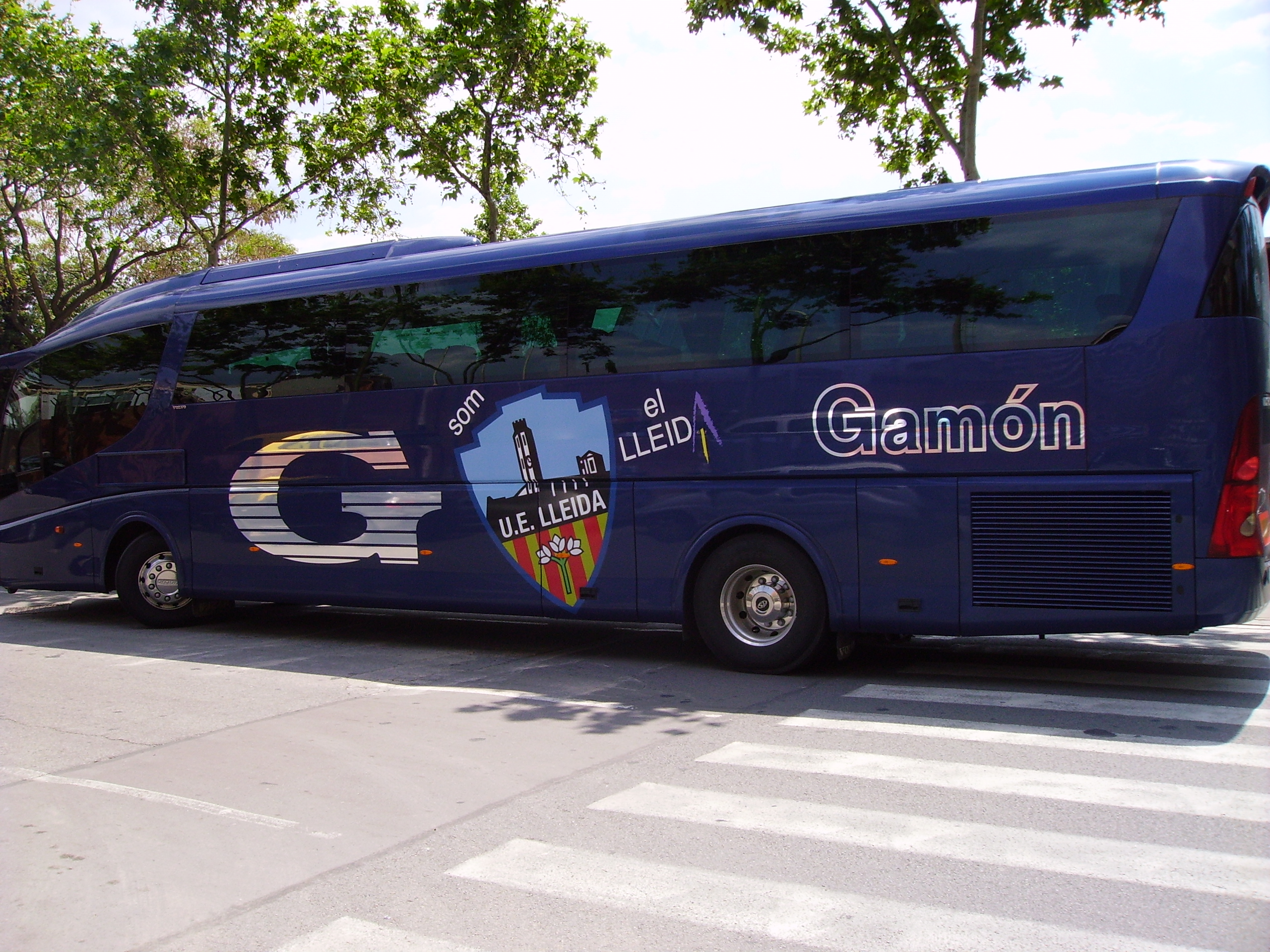
UE Lleida buss (2007).

Unió Esportiva Lleida är en spansk fotbollsklubb från Lleida. 
Säsong 2005/2006 slutade laget på sista plats i Segunda División och blev därför nedflyttade till Segunda División B där de spelat sedan dess.. Hemmamatcherna spelas på Estadio Camp d'Esports.
2011 drabbades klubben av ekonomiska problem och gick i konkurs. Den 12 juni återskapades klubben och spelar numera under namnet Lleida Esportiu .